# Национально-освободительные восстания в Албании
Национально-освободительное восстание в Албании (1909—1912) — всеобщее народное восстание в Албании против турецкого правления, имевшее целью завоевание независимости.

## История события
В мае 1909 года состоялась карательная экспедиция турецких войск против албанцев в Косове.
В апреле—августе 1910 года турецкими войсками зверски подавлено Албанское восстание в Косове. Турецкие власти объявили все албанские национальные организации вне закона, закрыли албанские школы и печатные издания.
Весной 1911 года албанские националисты подготовили новое восстание, которое должно было охватить всю страну. Программой восстания стало требование автономии (т. н. «Красная книга»), но албанские национальные организации на севере Албании были спровоцированы на преждевременное выступление правительством Черногории, которое рассчитывало использовать восстание в своих интересах. Между тем в южной и центральной Албании восстание началось слишком поздно. Использовав это, младотурецкое правительство подкупом и угрозами склонило часть его руководителей к соглашению, пообещав незначительные льготы для албанцев (в школьном образовании, в военной службе, в налогообложении).
В марте 1912 года в Албании вспыхнуло новое восстание крестьян в северных горных районах, распространившееся затем на южную и центральную Албанию. В мае 1912 года во главе Албанского восстания встал крупный феодал Х. Приштина.
К середине августа 1912 года албанские повстанцы заняли Дебар, Эльбасан, Пермети и ряд других албанских городов, однако в разгар восстания Х. Приштина пошёл на соглашение с правительством Турции, пообещавшим Албании автономию.
8 октября 1912 года началась Первая Балканская война. Войска Черногории пересекли черногоро-турецкую границу в Албании. Её Южная (1пд) и Северная (2 и 3пд) группы войск попытались с ходу взять крепость Шкодер, но потерпев неудачу, перешли к осаде турецкой крепости.
В ноябре 1912 года в Бухаресте состоялось совещание албанских эмигрантов, которое приняло решение о созыве Всеалбанского конгресса и избрании Временного правительства Албании. В это же время сербские войска, разбив турок в Македонии, вступили на территорию Албании и заняли г. Эльбасан. Греческие войска высадили десант в городе Влера.
28 ноября 1912 года части сербского Ибарского отряда занял Дуррес и при содействии 1А — Тирану в Албании. В этот же день во Влёре была провозглашена декларация независимости Албании.